# Ken Murray (baloncestista)
Kenneth Stanley "Ken" Murray jr. (West Orange, Nueva Jersey, 29 de abril de 1928-Montclair, Nueva Jersey, 15 de julio de 2007) fue un jugador de baloncesto estadounidense que disputó tres temporadas en la NBA, y una más en la ABL. Con 1,88 metros de estatura, jugaba en la posición de escolta.

## Trayectoria deportiva

### Universidad
Jugó durante cuatro temporadas con los Bonnies de la Universidad de St. Bonaventure, en las que promedió 12,0 puntos por partido. Fue el primer jugador en la historia de la universidad en sobrepasar los 1000 puntos anotados.

### Profesional
Fue elegido en la cuadragésimo segunda posición del Draft de la NBA de 1950 por Chicago Stags, pero el equipo desapareció antes del comienzo de la temporada, fichando por los Baltimore Bullets. Allí estaba siendo el mejor de su equipo y uno de los mejores rookies del campeonato, promediando 13,8 puntos, 5,6 rebotes y 2,9 asistencias por partido, hasta que el en el mes de febrero fue traspasado a Fort Wayne Pistons, donde redujo sus números a 9,6 puntos y 4,6 rebotes por partido.
Al año siguiente se marchó a jugar a los Washington Capitols de la ABL, donde fue el mejor anotador de su equipo y uno de los mejores de la liga, promediando 19,9 puntos por partido. Regresó a los Pistons en 1953, donde jugó una temporada como suplente, en la que promedió 3,0 puntos y 1,3 rebotes por partido.
En 1954 fue traspasado a Baltimore Bullets a cambio de Jim Fritsche, pero la franquicia quebró poco después de comenzada la competición, produciéndose un draft de dispersión en el que fue elegido por Philadelphia Warriors, donde jugó su última temporada como profesional.

## Estadísticas de su carrera en la NBA

### Temporada regular
| Temporada | Edad | Equipo                | Liga | P   | TIT | MIN  | TC  | TCA  | %TC  | 3P | 3PA | %3P | TL  | TLA | %TL  | R.OF. | R.DEF. | REB | ASIS | ROB | TAP | PER | FP  | PTS  |
| 1950-51   | 22   | TOTAL                 | NBA  | 66  |     |      | 4.6 | 13.4 | .339 |    |     |     | 3.8 | 5.0 | .747 |       |        | 5.4 | 3.1  |     |     |     | 2.5 | 12.9 |
| 1950-51   | 22   | Baltimore Bullets     | NBA  | 52  |     |      |     |      |      |    |     |     |     |     |      |       |        | 5.6 | 2.9  |     |     |     |     | 13.8 |
| 1950-51   | 22   | Fort Wayne Pistons    | NBA  | 14  |     |      |     |      |      |    |     |     |     |     |      |       |        | 4.6 | 3.7  |     |     |     |     | 9.6  |
| 1953-54   | 25   | Fort Wayne Pistons    | NBA  | 49  |     | 10.8 | 1.1 | 4.0  | .272 |    |     |     | 0.9 | 1.2 | .717 |       |        | 1.3 | 1.1  |     |     |     | 1.2 | 3.0  |
| 1954-55   | 26   | TOTAL                 | NBA  | 66  |     | 24.1 | 2.8 | 8.1  | .350 |    |     |     | 1.5 | 2.0 | .760 |       |        | 2.7 | 3.4  |     |     |     | 1.9 | 7.2  |
| 1954-55   | 26   | Baltimore Bullets     | NBA  |     |     |      |     |      |      |    |     |     |     |     |      |       |        |     |      |     |     |     |     |      |
| 1954-55   | 26   | Philadelphia Warriors | NBA  |     |     |      |     |      |      |    |     |     |     |     |      |       |        |     |      |     |     |     |     |      |
| Total     |      |                       | NBA  | 181 |     | 18.4 | 3.0 | 8.9  | .335 |    |     |     | 2.1 | 2.9 | .747 |       |        | 3.3 | 2.7  |     |     |     | 1.9 | 8.1  |

### Playoffs
| Temporada | Edad | Equipo             | Liga | P | TIT | MIN | TC  | TCA  | %TC  | 3P | 3PA | %3P | TL  | TLA | %TL   | R.OF. | R.DEF. | REB | ASIS | ROB | TAP | PER | FP  | PTS |
| 1950-51   | 22   | Fort Wayne Pistons | NBA  | 3 |     |     | 3.7 | 16.0 | .229 |    |     |     | 1.3 | 1.7 | .800  |       |        | 4.7 | 3.3  |     |     |     | 2.3 | 8.7 |
| 1953-54   | 25   | Fort Wayne Pistons | NBA  | 3 |     | 5.0 | 2.0 | 3.3  | .600 |    |     |     | 0.7 | 0.7 | 1.000 |       |        | 0.0 | 0.0  |     |     |     | 2.0 | 4.7 |
| Total     |      |                    | NBA  | 6 |     | 5.0 | 2.8 | 9.7  | .293 |    |     |     | 1.0 | 1.2 | .857  |       |        | 2.3 | 1.7  |     |     |     | 2.2 | 6.7 |